# René-Claude Geoffroy de Villeneuve
René-Claude Geoffroy de Villeneuve (París, 24 de marzo de 1767 - Noroy-sur-Ourcq, 26 de julio de 1831) fue un médico y explorador francés.

## Biografía
Hijo del entomólogo Étienne Louis Geoffroy, viajó de 1785 a 1788 a Senegal con el caballero de Boufflers y recorrió las regiones mauritanas de Braknas y Trarza.
Trabajó luego como médico en los ejércitos de la República Francesa y se convirtió en médico del Hôtel-Dieu de París, donde se hizo famoso durante la epidemia de tifus de 1811.
El relato de sus viajes, titulado L'Afrique ou Histoire, mœurs, usages et coutumes des Africains. Le Sénégal [El África o Historia, moral, usos y costumbres de los Africanos. El Senegal], publicado en 1814, es una de las fuentes que usó Julio Verne en su obra Cinco semanas en globo para hablar de los naufragios de Saugnier y Pierre-Raymond de Brisson.
Fue miembro de la sección médica de la Academia Nacional de Medicina francesa desde 1820. Escribió en 1818 un manual sobre las aguas minerales de Francia y en 1829 publicó un informe sobre el establecimiento de colegios de médicos.